# Lago Dambecker
El lago Dambecker (en alemán: Dambeckersee) es un lago situado en el distrito de Llanura Lacustre Mecklemburguesa, en el estado de Mecklemburgo-Pomerania Occidental (Alemania), a una altitud de 72 metros; tiene un área de 54 hectáreas.